# 黒羽清隆
黒羽 清隆（くろは きよたか、1934年（昭和9年）2月25日 - 1987年（昭和62年）6月19日）は、日本の歴史学者・教育者。静岡大学教育学部教授。東京都杉並区出身。
歴史教育や日中戦争・太平洋戦争についての著作がある。教科書の自由発行、自由選択を支持し、家永教科書裁判当事者を支援した。

## 経歴
東京教育大学文学部史学科卒業。
中学教諭として新宿区立東戸山中学校、同四谷第一中学校で教鞭をとった後、東京都立大学附属高等学校・東京学芸大学教育学部附属高等学校教諭となる。この間、和歌森の後任として1969年から10年間、NHK通信高校テレビ講座で日本史を担当した。
1975年から1977年まで東京学芸大学・中央大学の非常勤講師を併任、1979年に静岡大学教育学部助教授となる。1981年、同教授。53歳で静岡県島田市の市民病院において死去。

## 評価
北村嘉恵によれば黒羽の作品群は「十五年戦争期を生きた人間たちの生活の様態と意識の流れを複雑なままに描き出している」。

## 著書
- 『日本史教育の理論と方法』（地歴社、1972年。増補版1975年）
- 『日本史への招待』（大和出版販売［グリーン・ブックス］、1974年）
- 『日本史の森　ある歴史教育論の試み』（実教出版、1976年）
- 『日本史の群像』（三省堂選書、1977年）
- 『日中15年戦争』（教育社歴史新書 上・中・下、1977-1979年／ちくま学芸文庫、2024年）
- 『一問一答式日本史』（富士教育、1978年）
- 『十五年戦争史序説』（三省堂、1979年。三省堂選書 上・下、1984年）
- 『人物史でまなぶ日本の歴史』（地歴社、1980年）
- 『文化史でまなぶ日本の歴史』（地歴社、1981年）
- 『軍隊の語る日本の近代』上・下（そしえて文庫、1982年）
- 『歴史教育と教科書問題』（地歴社、1982年）
- 『見つめられてこそ人は生きられる　「自分」を生きるためのノート』（大和出版、1983年）
- 『日中戦争前史』（三省堂選書、1983年）
- 『十五年戦争と平和教育』（地歴社、1983年）
- 『生活史でまなぶ日本の歴史』（地歴社、1984年）
- 『太平洋戦争の歴史』（講談社［講談社現代新書］上・下、1985年／講談社学術文庫、2004年）
- 『歴史教育ことはじめ』（地歴社、1985年）
- 『鉄砲足軽ひとりごと抄　黒羽清隆講演・座談集』（地歴社、1987年）
- （加藤正彦編）『昭和史』上・下（飛鳥、1989年）
- （池ヶ谷真仁編）『日米開戦・破局への道　『木戸幸一日記』（1940年秋）を読む』（明石書店、2002年）
- （池ヶ谷真仁編）『歴史を楽しむこと、歴史に参加すること黒羽清隆日本史入門講座』（明石書店、2005年）
- （加藤正彦・八耳文之編)『黒羽清隆歴史教育論集　子どもとともに歴史を学び、歴史をつくる』（竹林館、2010年）

## 共編著
- 『史料を中心とした中学生の歴史』家永三郎共著（学生社　1959年）
- 『日本文化史の焦点』 芳賀登共編 （雄山閣出版 1963年）
- 『日本史百三十一話』 芳賀登共著 （雄山閣出版 1963年）
- 『新講日本史』家永三郎共著（三省堂　1967年。増補版1976年。上製版1976年。三訂版1986年）
- 『増補　歴史教育の資料と扱い方』加藤文三・鈴木亮・吉村徳蔵・槐一男共著（地歴社　1975年）
- 『歴史のとびら　授業の役に立つ話』吉村徳蔵・宮原武夫・梅津通郎共著（日本書籍　1982年）
- 『歴史のとびら２　授業の役に立つ話』吉村徳蔵共編著（日本書籍　1983年）
- 『歴史のとびら３　授業の役に立つ話』吉村徳蔵・大江一道・佐藤伸雄・鈴木亮共著（日本書籍　1984年）
- 『写真記録日本の侵略：中国/朝鮮』 梶村秀樹共著、(ほるぷ出版、1983年)
- 『まんが日本の歴史　全12巻』加藤文三・吉村徳蔵共編（大月書店　1987年）